# Stripped World Tour
Stripped World Tour − światowa trasa koncertowa Christiny Aguilery, która trwała od 22 września 2003 do 17 grudnia 2003. Tournée promowało drugi studyjny album wokalistki Stripped. Trasa obejmowała Europę, Azję i Australię. Zebrała mieszane recenzje, jednak okazała się komercyjnym sukcesem, zarabiając ponad 75 milionów dolarów i stając się najbardziej dochodową trasą koncertową Aguilery do czasu Back to Basics Tour.
Jeden z koncertów w Londynie został nagrany na DVD i wydany jako Stripped Live in the UK w 2004.

## Lista wykonywanych piosenek
| Slot | Tytuł                                             |
| ---- | ------------------------------------------------- |
| 01   | Intro: Stripped, Pt. 1                            |
| 02   | Dirrty                                            |
| 03   | Get Mine, Get Yours                               |
| 04   | The Voice Within                                  |
| 05   | Genie in a Bottle                                 |
| 06   | Can’t Hold Us Down                                |
| 07   | Make Over                                         |
| 08   | Medley: Contigo en La Distancia/Falsas Esperanzas |
| 09   | Infatuation                                       |
| 10   | Come on Over Baby (All I Want Is You)             |
| 11   | Cruz                                              |
| 12   | Video Interlude: Loving Me 4 Me                   |
| 13   | Impossible                                        |
| 14   | At Last                                           |
| 15   | Lady Marmalade                                    |
| 16   | Walk Away                                         |
| 17   | Fighter                                           |
| 18   | Video Interlude: Stripped, Pt. 2                  |
| 19   | What a Girl Wants                                 |
| 20   | Beautiful (Encore)                                |

## Wyniki komercyjne
| Miejsce koncertu | Miasto    | Państwo   | Frekwencja |
| ---------------- | --------- | --------- | ---------- |
| Palau Sant Jordi | Barcelona | Hiszpania | 6.000      |
| Wembley Arena    | Londyn    | Anglia    | (100%)     |

## Personel
- Dyrektor trasy, dyrektor sceniczny: Jamie King[3]
- Dyrektor muzyczny, aranżer: Rob Lewis[4], Rickey Minor[3]

Dalsze informacje za Stripped Tour Book:
Zespół instrumentalny i chórki
- Instrumenty basowe: Ethan Farmer
- Gitara: Michael „Fish” Herring
- Instrumenty klawiszowe/keyboard: Rob Lewis
- Instrumenty bębnowe/perkusyjne: Brian Frasier-Moore, Ray Yslas
- Wokale wspierające: Charlean Hines, Traci Nelson, Brandon Rogers

Tancerze
- Tiana Brown, Erin Hernandez, Paul Kirkland, Leo Moctezuma, Gilbert Saldivar, Telisha Shaw, Monique Slaughter, Marcel Wilson
- Choreografia: Jeri Slaughter; współpr. Telisha Shaw

Charakteryzacja
- Kostiumy: Versace, Dean Caten, Dan Caten, Judith Bartnik, Florice Houde, Peggy Somerville, Melrose Fashion Design, Adidas, C Label, Kangaroo
- Makijażysta/fryzjer: Stephen Sollitto
- Wyposażenie makijażu: MAC Cosmetics
- Stylistka: Trish Summerville; współpr. Anette Cseri, Chelsea Iovino
- Garderobiani: J.D. Roeser, Dana Carr, Mary Allen, Michael Harrell

| Organizacja trasy - Managerowie: Irving Azoff, John Baruck, Keith Dean, Coleen Haynes - Asystentka osobista Aguilery: Jennifer Muro - Asystentki Jamiego Kina: Tiffany Olson, Stefanie Roos - Scenografia: Steve Cohen - Dekorator sceny: Jim Day - Projekt oświetlenia sceny: Peter Morse, Joel Young - Konstruktor sceny: Michael Tait - Wyposażenie sceny: Brian Sullivan/B&R Scenery - Udźwiękowienie: Showco, Inc. - Ekrany wizyjne: BCC Screenworks, Dago Gonzales, Veneno, Inc. - Efekty specjalne: Pyrotek Special Effects, Inc. - Ochrona: Brain Butner, Vernon Warren | - Promotor trasy: Concerts West - Organizacja reklamy: Meghan Prophet Zespół techniczny - Inżynier dźwięku: Joe Dougerty - Dyrektor oświetlenia: Garry Waldie - Technik oświetlenia: Eric Wade - Technicy zamocowań audio: Aaron Foye, Joe Manges, Brandon Martin - Technik ds. bębnów i perkusji: Chris Achzet - Technik ds. instrumentów gitarowych: Dave Clements - Technik ds. instrumentów klawiszowych: Pete Roberts - Technicy ds. pirotechnicznych: Gary Bishop, Keith Hellebrand, Chris Ladziak - Dyrektor ds. ekranów wizyjnych: Steven Fatone |